# Glänzende Nussmuschel
Die Glänzende Nussmuschel (Nucula nitidosa, Syn.: Nucula turgida) ist eine Muschel-Art aus der Familie der Nussmuscheln (Nuculidae).

## Merkmale
Das gleichklappige, mäßig geblähte Gehäuse ist annähernd dreieckig, aber etwas länger als hoch; die Höhe erreicht etwa 80 % der Gehäuselänge. Die Gehäuse werden bis etwa 1,3 cm lang. Der Wirbel ist vergleichsweise klein, nach vorne gerichtet und sitzt hinter der Mitte, etwa 25 bis 30 % der Dorsallänge vom Hinterende entfernt, d. h. das Gehäuse ist vorne länger als hinten. Der vordere Teil des Dorsalrandes ist leicht konvex gewölbt, das Vorderende ist gut gerundet. Der hintere Dorsalrand ist dagegen fast gerade bis leicht konkav gewölbt; er fällt steil ab zum winkligen Ende des Hinterrandes. Der Ventralrand ist mäßig tief gewölbt. Die vergleichsweise lange Lunula ist lanzettförmig, jedoch nur undeutlich abgesetzt. Die herzförmige Area besitzt ebenfalls nur undeutliche Ränder. Das intern liegende Ligament ist birnenförmig auch sitzt auf einem gut ausgebildeten Resilifer. Ein kaum sichtbares, externes Ligament liegt vor den Wirbeln. Das Schloss ist als winklig abgeknickte Schlossplatte (bis 90°) ausgebildet. Im vorderen Teil der Schlossplatte sitzen 20 bis 30 lange Zähnen, im hinteren Teil 11 bis 14 Zähnchen. Die Zähnchen überragen die Spitze des Resilifer. Die Mantellinie ist ganzrandig, nicht eingebuchtet. Die beiden etwa gleich großen Schließmuskeln sind eiförmig, die Muskeleindrücke aber nicht besonders deutlich.
Die Ornamentierung besteht aus sehr feinen, eng stehenden radial verlaufenden Linien, die sich mit feinen konzentrischen Anwachsstreifen und gelegentlich auch etwas gröberen konzentrischen Linien kreuzen. Besonders zum Rand kann diese gitterförmige Struktur deutlicher hervor treten. Die Schale ist dünn, aber trotzdem recht fest. Das Periostracum ist dünn und glatt, die Oberfläche glänzt. Es ist graugrün bis olivgrün, oft mit purpurgrauen Linien oder Bändern, selten sind die Linien oder Bänder auch orangerot. Die Schale selber ist weißlich bis bläulichgrau, innen perlmuttrig.

### Ähnliche Arten
Im Vergleich zur Großen Nussmuschel (Nucula nucleus) ist die Glänzende Nussmuschel (Nucula nitidosa) etwas höher im Verhältnis zur Breite. Der Winkel von vorderem und hinterem Teil des Schlosses erreicht kaum 90°, während bei der Großen Nussmuschel (Nucula nucleus) der Winkel bis 100° beträgt.

## Geographische Verbreitung und Lebensraum
Die Glänzende Nussmuschel kommt im östlichen Atlantik von der Arktis bis an die Küste Angolas vor. Sie dringt auch in die Nordsee und das Mittelmeer vor.
Sie lebt auf schlammigen, feinsandigen und sandigen Böden von etwa sechs Meter Wassertiefe bis in 100 Meter Wassertiefe.

## Taxonomie
Das Taxon wurde 1833 von George Brettingham Sowerby II als Nucula nitida aufgestellt. Der Name ist ein jüngeres, sekundäres Homonym von Arca nitida Brocchi, 1814, die Art wurde damals in die Gattung Nucula gestellt, und wurde 1930 durch Ronald Winckworth mit dem neuen Namen Nucula nitidosa ersetzt.
1875 schlug J. T. Marshall in einer gemeinsamen Arbeit von John Leckenby und J. T. Marshall die neue Varietät Nucula nitida var.turgida vor. Auch dieser Name ist ein jüngeres Homonym, in diesem Fall von Nucula turgida Gould, 1846. Dies wurde in der Vergangenheit oft übersehen, und die Art wurde in der Literatur auch als Nucula turgida geführt. Die Art wird heute der Gattung Nucula Lamarck, 1799 zugewiesen.

## Belege

### Online
- Marine Bivalve Shells of the British Isles: Nucula nitidosa Winckworth, 1930 (Website des National Museum Wales, Department of Natural Sciences, Cardiff)